# 7e régiment de fusiliers gorkhas du duc d'Édimbourg
Le 7e régiment de fusiliers gurkha du duc d'Édimbourg (en anglais : 7th Duke of Edinburgh's Own Gurkha Rifles) est un régiment de fusiliers faisant partie de l'Armée britannique jusqu'à sa dissolution en 1994, mais régiment de l'armée indienne britannique avant l'indépendance indienne de 1947. 

## Dénominations successives
- 1902 : 8th Gurkha Rifles
- 1903–1907 : 2e Bataillon, 10th Gurkha Rifles
- 1907–1959 : 7th Gurkha Rifles
- 1959–1994 : 7th Gurkha Rifles du duc d'Édimbourg

## Historique

### Création
Créé à Thayetmyo en Birmanie en 1902 par le major E Vansittart sous le nom de 8th Gurkha Rifles, il devient le 2e Bataillon, 10th Gurkha Rifles en 1903, puis 7th Gurkha Rifles en 1907. Le 2e Bataillon a été levé à Quetta en 1907 par le major NG Woodyatt, l'un devenant le 1er bataillon et l'autre devenant le 2e bataillon 7th Gurkha Rifles. 
Le régiment avait la particularité d'être l'un des deux régiments Gurkha sur les dix à recruter ses soldats dans les villes et villages situés le long des contreforts accidentés de l'Himalaya à l'est de Katmandou, la capitale du Népal. Les officiers et soldats Gurkha venaient principalement des clans Rai et Limbu, mais les listes du régiment faisaient aussi apparaitre de nombreux noms des clans Sunwar, Tamang et Gurung moins nombreux, des hommes des familles Sherpa renommés pour l'alpinisme ainsi que quelques autres, de l'ouest du Népal et de l'Inde. 

### Première Guerre mondiale
Le premier lieu de garnison du régiment est Quetta dans le nord-ouest de l'Inde, aujourd'hui au Pakistan. C'est à partir de là que le 2e Bataillon (2/7 GR) se déploie au début de la Première Guerre mondiale pour rejoindre les forces britanniques qui doivent lutter contre l'Empire turc au Moyen-Orient. La première campagne du Bataillon en Mésopotamie, l'Irak moderne, est malheureuse. Malgré les premiers succès, tels que les batailles de Nasiriyah et Ctesiphon, il fait partie de la force qui s'est retrouvée piégée à Kut-al-Amara sur le fleuve Tigre. Après un long siège, la garnison, épuisée par le manque de nourriture et de munitions, est contrainte de se rendre à l'armée turque et entre en captivité en 1916. Cependant, l'année suivante, un nouveau 2e bataillon fut levé et le 1er bataillon, qui arrive du Népal, le rejoint dans une campagne relancée et victorieuse qui permet de chasser les Turcs de la Mésopotamie. 

### Entre-deux-guerres
Après la fin de la guerre, le 1er bataillon est engagé lors de la brève campagne du Kurdistan, tandis que le 2e bataillon retourne en Inde pour combattre dans la troisième guerre afghane, aux côtés du 3e bataillon levé pour la durée de la guerre en 1917. Par la suite, les deux bataillons réguliers passent les années de l'entre-deux-guerres à des missions occasionnelles à la frontière nord-ouest de l'Inde et à des tâches de sécurité intérieure ailleurs sur le sous-continent. Le 2e Bataillon joue un rôle notable dans les opérations de sauvetage après le tremblement de terre désastreux qui a détruit une grande partie de Quetta en 1935. 

### Seconde Guerre mondiale
Au moment du déclenchement de la Seconde Guerre mondiale, les deux bataillons sont basés côte à côte à Shillong dans la province indienne d'Assam. Le 2e Bataillon est mobilisé pour des opérations à l'étranger en 1941, retournant en Irak pour participer à la campagne visant à sécuriser l'approvisionnement en pétrole des Alliés, puis à vaincre les forces françaises de Vichy en Syrie. Il se redéploie ensuite pour rejoindre la 8e armée d'Afrique du Nord où il a le malheur d'être capturé à Tobrouk en 1942 avec le reste de la garnison. Entre-temps, le 1er bataillon et un 3e bataillon levé à la hâte se sont joints aux forces britanniques pour combattre une armée japonaise qui a envahi la Birmanie. Malgré de lourdes pertes pendant la retraite en Inde, les deux bataillons survivent à l'épreuve. Le 1/7 GR est remis sur pied, réarmé et participe à la grande bataille défensive d'Imphal en 1944 qui brise l'avancée japonaise. La bravoure affichée par un jeune fusilier, Ganju Lama, lors d'une action ultérieure près de Bishenpur est reconnue par l'attribution de la Croix de Victoria. Le 1er bataillon prend part ensuite à la grande campagne menée par la 14e armée sous le commandement du général Sir William Slim qui, en tant que lieutenant-colonel, avait précédemment commandé le 2e bataillon en Inde, pour reconquérir la Birmanie et a joué le rôle principal dans la capture de Meiktila. Le 3e Bataillon, repensé en unité de parachutistes, participe à l'assaut aéroporté pour libérer Rangoon. Alors que ces événements se déroulaient en Asie du Sud-Est, un nouveau 2e bataillon est de nouveau formé à temps pour rejoindre la 8e armée en Italie. Il participe à la bataille de Monte Cassino et est l'un des rares bataillons à avoir remporté un honneur de bataille à lui seul, Tavoleto pour s'être emparé de la ville perchée portant ce nom dans les Marches. Le bataillon a achevé son service en temps de guerre en Grèce dans le cadre de la force britannique envoyée pour stabiliser le pays après la fin de l'occupation allemande.

### Après-guerre et indépendance de l'Inde
Pour le 7e Gurkha, l'avènement de la paix mondiale fut le moment de la dissolution des 3e et 4e bataillon, levé en 1941 pour la protection des frontières et la sécurité intérieure. Les années qui ont suivi 1945 ont vu tous les régiments Gurkha se préoccuper de la question de l'indépendance de l'Inde et des conditions d'une quasi-guerre civile accompagnant la partition de l'Inde et la création du Pakistan. Par un accord entre le royaume du Népal et les gouvernements britannique et indien, quatre régiments Gurkha, dont le 7e Gurkha, sont transférés au service de l'armée britannique le 1er janvier 1948, dans laquelle ils doivent former la Brigade britannique des Gurkhas. Cependant, un nombre important de ses effectifs choisissent de ne pas suivre le régiment au service des Britanniques. Le 3e Bataillon est transféré au 5e Gurkha Rifles, tandis qu'un grand nombre d'hommes forment le noyau du nouveau 11e Gurkha Rifles, tous deux régiments de l'armée indienne. Le régiment part presque immédiatement en Malaisie qui sera la principale base Gurkha pendant les 25 années suivantes. 

### L'état d'urgence en Malaisie
En 1948, dans le cadre d'un plan visant à créer une division Gurkha toutes armes, les deux bataillons commencent à s'entraîner pour devenir des régiments d'artillerie de campagne, formant les 101e et 102e régiments de campagne, Royal Artillery. Ils ne conservent leur mission d'artillerie que pendant un an, avant de revenir à l'infanterie en 1949. L'expérience est de courte durée car presque aussitôt le régiment est engagé comme unité d'infanterie dans la campagne contre les insurgés communistes connue sous le nom d'Urgence malaise. Pendant une douzaine d'années, les deux bataillons mène des opérations dans la jungle contre un ennemi souvent insaisissable. Le 2e Bataillon effectue une période de service dans la garnison britannique de Hong Kong de 1955 à 1957. La campagne est un succès. Bien qu'aucun honneur de bataille ne fut décerné, l'approbation d'un titre royal pour le régiment en 1959 en l'honneur du duc d'Édimbourg est une reconnaissance de son exceptionnel engagement opérationnel en Malaisie et une reconnaissance de son service distingué dans les deux guerres mondiales. Désormais, le régiment porte le nom de 7e Régiment de fusiliers Gurkha du duc d'Édimbourg. 

### La révolte du Brunei et la confrontation de Bornéo
En 1962, le 1er Bataillon est envoyé de Malaisie vers l'État voisin de Brunei, dans le nord de Bornéo, pour aider l'armée britannique à réprimer une révolte des rebelles indonésiens contre le Sultan, un allié du Royaume-Uni. Peu de temps après, il est rejoint par le 2e Bataillon et chacun mène avec succès des opérations qui aboutissent à la capture de certains des principaux dirigeants de la rébellion. Les opérations au Brunei ont incité à reconnaître la nécessité de disposer d'une force de parachutistes en Extrême-Orient et le régiment fournit la majorité de l'effectif qui créé le noyau de la Gurkha Independent Parachute Company en 1963. La révolte du Brunei est un prélude à une guerre entre une Indonésie expansionniste et la nouvelle fédération malaisienne soutenue par la Grande-Bretagne et le Commonwealth, connue sous le nom de Confrontation de Bornéo. Cette confrontation a principalement lieu dans les montagnes et les marais de Sabah et Sarawak et sans grande publicité. Il se déroule entre 1963 et 1966. Les deux bataillons du 7 GR sont fortement impliqués dans la campagne au cours de laquelle la réputation des Gurkhas en tant que soldats d'excellence dans la jungle est encore renforcée. 

### Opération à Hong Kong, au Royaume-Uni et au Brunei
La conclusion victorieuse de la campagne et l'instauration d'une stabilité politique dans cette partie de l'Asie du Sud-Est invitent à une réévaluation du rôle de la Grande-Bretagne en Extrême-Orient. Bien que le régiment ait été de plus en plus impliqué dans le maintien de la sécurité de la colonie de la Couronne de Hong Kong, en particulier lorsque la stabilité y est affectée par la révolution culturelle chinoise en 1967, les effectifs de la brigade doivent être considérablement réduits. Le 31 juillet 1970, les deux bataillons fusionnent en un seul. Le nouveau bataillon déménage au Royaume-Uni en 1971 à Queen Elizabeth Barracks, Church Crookham près de Fleet dans le Hampshire. Le régiment a alors le grand honneur d'être le premier régiment Gurkha à monter la garde au palais de Buckingham. Par la suite, le 7GR effectue un cycle de missions en alternance entre le Royaume-Uni, Brunei et Hong Kong, prenant part à des exercices de formation dans le monde entier, conservant ses compétences dans la jungle et assurant la sécurité intérieure et frontalière à Hong Kong. En 1981, le 2e Bataillon est appelé pour aider le gouvernement de Hong Kong à faire face à la vague d'immigration en provenance de Chine. Le 2e Bataillon est dissous en 1986, une fois la crise passée. 

### La guerre des Malouineset les dernières années
La routine du temps de paix est brièvement rompue en 1982 lorsque le 1/7 Gurkhas, alors basé au Royaume-Uni, est déployé avec la 5e Brigade d'infanterie dans le cadre de la force opérationnelle qui réussit à reprendre les îles Falkland après l'invasion argentine. Sa principale action se situe au mont William remportant ainsi son dernier honneur de bataille. Le Bataillon est de nouveau au Royaume-Uni à partir de 1991 pour ce qui sera ses dernières années, jusqu'à ce qu'il soit fusionné en 1994 avec le 2e Bataillon et les 2nd King Edward VII's Own Gurkha Rifles (The Sirmoor Rifles), 6th Queen Elizabeth's Own Gurkha Rifles et 10th Princess Mary's Own Gurkha Rifles pour former le Royal Gurkha Rifles. 
Lors d'un dernier défilé à Church Crookham le 26 mai 1994 en présence du duc d'Édimbourg et de nombreux anciens camarades de Grande-Bretagne et du Népal, le régiment est entré dans l'histoire.

## Honneurs
- La Grande Guerre: Canal de Suez, Égypte 1915, Megiddo, Sharon, Palestine 1918, Shaiba, Kut al Amara 1915 '17, Ctésiphon, Défense de Kut al Amara, Bagdad, Sharqat, Mésopotamie 1915-18
- Afghanistan 1919
- La Seconde Guerre mondiale: Tobrouk 1942, Afrique du Nord 1942, Cassino I, Campriano, Poggio del Grillo, Tavoleto, Montebello-Scorticata Ridge, Italie 1944, Sittang 1942 '45, Pegu 1942, Kyaukse 1942, Shwegyin, Imphal, Bishenpur, Meiktila, Prise de Meiktila, défense de Meiktila, Rangoon Road, Pyawbwe, Birmanie 1942-45
- Îles Falkland 1982

### Croix de Victoria
- Carabinier Ganju Lama VC MM du 1er Bataillon, Ningthoukhong, Birmanie, Seconde Guerre mondiale (1944).

## Chefs de corps du régiment
- Kitchener de Khartoum
- Nigel Gresley Woodyatt
- JHF Lakin
- 1944–1956:  William Slim

7e Gurkha Rifles, The Gurkha Regiment (1948)
- 1956-1964: Gerald Templer

7e fusiliers gurkha du duc d’Édimbourg (1959)
- 1964-1975: Walter Walker
- 1975-1982: Eric David Smith
- 1982–1991: John Whitehead
- 1991-1994: Miles Hunt-Davis
- 1994: Le régiment fusionne pour former The Royal Gurkha Rifles .

## Coutumes régimentaires uniques
Sous les tropiques, les officiers de l'armée britannique portaient invariablement des vestes blanches de tenue de mess. Cependant, les officiers du 7th Gurkha Rifles portaient toujours des vestes sombres. La raison en est que le régiment a pleuré la perte de Lord Kitchener, secrétaire d'État à la Guerre, le 5 juin 1916, lorsque le HMS Hampshire a percuté une mine et coulé. Lord Kitchener se rendait en Russie. Il semble que l'ordre pour les officiers de porter des vestes sombres en tenue tropicale ne fut jamais annulé. 
Le 7th Gurkha Rifles avait une position unique pour Regimental Stand Easy. Cette position consistait à tenir le canon du fusil dans la main gauche, tandis que dans le reste de l'armée britannique (ainsi que la Brigade Gurkhas), au Stand Easy, le fusil était tenu par la main droite. 